# Карстен Конов
Карстен Конов (норв. Karsten Konow, 16 лютого 1918 — 10 липня 1945) — норвезький яхтсмен.
Срібний призер Олімпійських Ігор 1936 року в класі 6 метрів.